# Galeriegrab Brenken
Das Galeriegrab Brenken ist eine megalithische Grabanlage der jungsteinzeitlichen Wartbergkultur bei Brenken, einem Ortsteil von Büren im Kreis Paderborn (Nordrhein-Westfalen).

## Lage
Das Grab befindet sich östlich von Brenken auf einem Feld. 3,2 km östlich liegen die Großsteingräber bei Wewelsburg.

## Forschungsgeschichte
Das Grab wurde erstmals 1855 von Wilhelm Engelbert Giefers erwähnt, der es als eines von mehreren Galeriegräbern in der Umgebung der Wewelsburg auflistet. 2008 wurde bei einer Sondagegrabung ein vollständig im Erdboden steckendes Grab entdeckt, bei dem es sich möglicherweise um die von Giefers genannte Anlage handelt. Da auch bei der Errichtung einer südöstlich gelegenen Scheune Steinblöcke gefunden worden waren, wurde vermutet, dass sich hier noch ein zweites Galeriegrab befinden könnte. Dies konnte aber weder durch eine geomagnetische Prospektion noch durch Georadar oder durch Suchschnitte bestätigt werden.

## Beschreibung
Giefers gab keine genaue Lagebeschreibung der Anlage bei Brenken. Ebenso fehlen Angaben zur Orientierung, den Maßen und dem genauen Aufbau. Er erwähnt lediglich, dass 1855 bei Wewelsburg ein Grab (Galeriegrab Wewelsburg I) entdeckt wurde, das eine Länge von etwa 50 Fuß (ca. 16 m; tatsächlich 19,5 m Gesamtlänge bzw. 16,2 m innere Kammerlänge) hatte und dass alle anderen aufgelisteten Gräber einschließlich des Galeriegrabs Brenken diesem ähnlich seien. Giefers gibt außerdem an, dass in allen Gräbern menschliche Knochen gefunden wurden, über Grabbeigaben schreibt er nichts.
Die Grabung von 2008 bezeugte eine vergleichsweise gut erhaltene, nordwest-südöstlich orientierte Anlage mit einer Länge von 31,5 m und einer äußeren Breite zwischen 2,3 m und 2,5 m bzw. einer inneren Breite zwischen 1,7 m und 1,9 m. Die Kammer ist aus Kalksteinplatten errichtet worden. Auch eine verstürzte Deckplatte mit 1,2 m Länge und 0,2 m Dicke wurde gefunden. An der nordwestlichen Schmalseite wurden keine Wandplatten festgestellt. Möglicherweise befindet sich hier der ursprüngliche Zugang zur Kammer. Es wurden nur wenige menschliche Knochen vorgefunden. Beigaben (etwa Keramik) wurden nicht entdeckt.